# Henry Nelson Wieman
|  | Dieser Artikel wurde aufgrund von akuten inhaltlichen oder formalen Mängeln auf der Qualitätssicherungsseite des Portals Christentum eingetragen. Bitte hilf mit, die Mängel dieses Artikels zu beseitigen, und beteilige dich bitte an der Diskussion. |

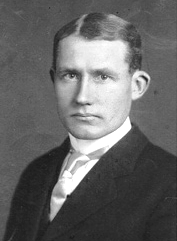
Henry Nelson Wieman (1912)

Henry Nelson Wieman (* 19. August 1884 in Rich Hill, Missouri; † 19. Juni 1975 in Grinnell, Iowa) war ein US-amerikanischer Philosoph, Theologe und Hochschullehrer.
Er wurde oft zusammen mit dem jesuitischen Paläontologen Pierre Teilhard de Chardin sowie dem Mathematiker und Philosophen Alfred North Whitehead als einer der drei großen Pioniere in der ersten Hälfte des 20. Jahrhunderts zitiert, die begannen, eine Interpretation der westlichen Religion zu begründen, die konstruktiv mit zeitgenössischen wissenschaftlichen Ansichten über die Natur der Dinge in Verbindung brachten. Alle drei schrieben in den zwanziger und dreißiger Jahren einige ihrer kreativsten Ideen.

## Leben

### Studien, Promotion und erste Professur

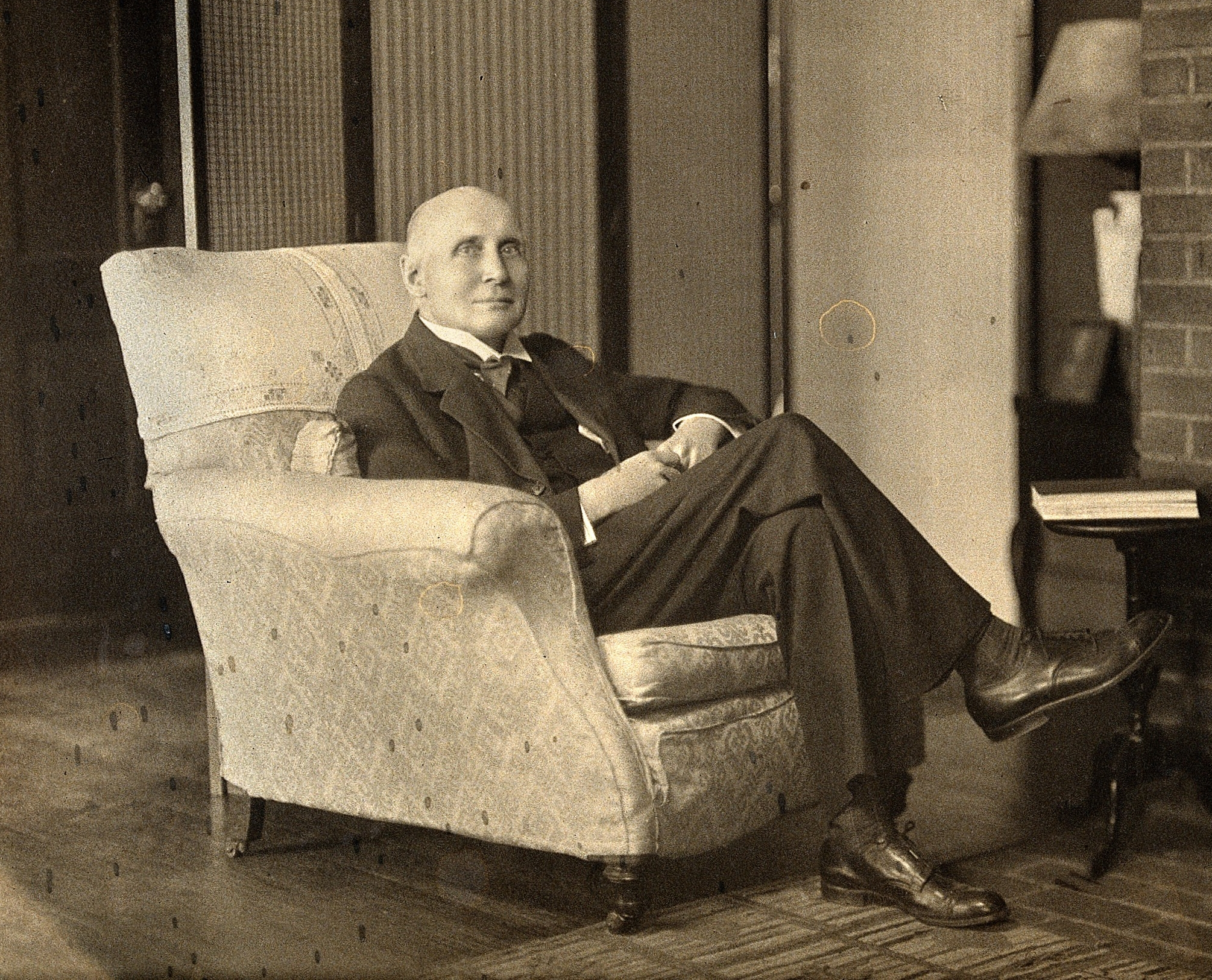
Wiemans Denken und Schaffen wurde von Alfred North Whitehead beeinflusst.

Henry Nelson Wieman, Sohn von William Henry Wieman und Alma Morgan, begann ein grundständiges Studium am Park College, das er 1907 mit einem Bachelor of Arts (B.A.) beendete. Ein darauf folgendes Studium der Theologie am San Francisco Theological Seminary schloss er 1910 ab und wurde 1911 zum Pastor der Presbyterianische Kirche ordiniert Während einer darauf folgenden Reise nach Deutschland absolvierte er Studienaufenthalte an der Universität Jena und der Ruprecht-Karls-Universität Heidelberg, wo er Vorlesungen von Ernst Troeltsch, Adolf von Harnack und Wilhelm Windelband besuchte. Nach seiner Rückkehr schloss er 1917 seine Promotion zum Doctor of Philosophy (Ph.D.) an der Harvard University bei William Ernest Hocking und Ralph Barton Perry ab, wobei er von John Dewey, Henri Bergson und Alfred North Whitehead beeinflusst wurde.
Anschließend übernahm Wieman 1917 eine erste Professur für Philosophie am Occidental College in Los Angeles und unterrichtete dort bis 1927. Wiemans erstes Buch war Religious Experience and Scientific Method (1926), in dem er fest davon überzeugt war, dass die Behauptungen des Menschen über religiöse oder Gottesfragen ebenso objektiv begründet sein müssen und können wie wissenschaftliche Behauptungen im Allgemeinen. Im Vorwort schrieb er: „Der Hauptzweck dieses Buches besteht darin, zu zeigen, dass religiöse Erfahrung die Erfahrung eines Objekts ist, wie undefiniert es auch sein mag, das für den Einzelnen genauso äußerlich ist wie jeder Baum oder Stein, den er erleben mag.“ Im Vorwort zur Neuauflage 1971 schrieb er: „Dieses Buch war mein erster Versuch, das Problem zu lösen, das mich in den letzten 45 Jahren meines Lebens beschäftigte…: Wie können wir interpretieren, was in der menschlichen Existenz wirkt, um das höchste Gut zu erschaffen, zu erhalten, zu bewahren und umzuwandeln, damit wissenschaftliche Forschung und wissenschaftliche Technologie zur Suche und Bereitstellung der Bedingungen – physischer, biologischer, psychologischer und sozialer Art – eingesetzt werden können? Welches muss vorhanden sein, damit es am effektivsten funktioniert? Diese wirksame Präsenz im menschlichen Dasein kann man Gott nennen…“.

### Hochschullehrer in Chicago und Weiterentwicklung der Prozesstheologie

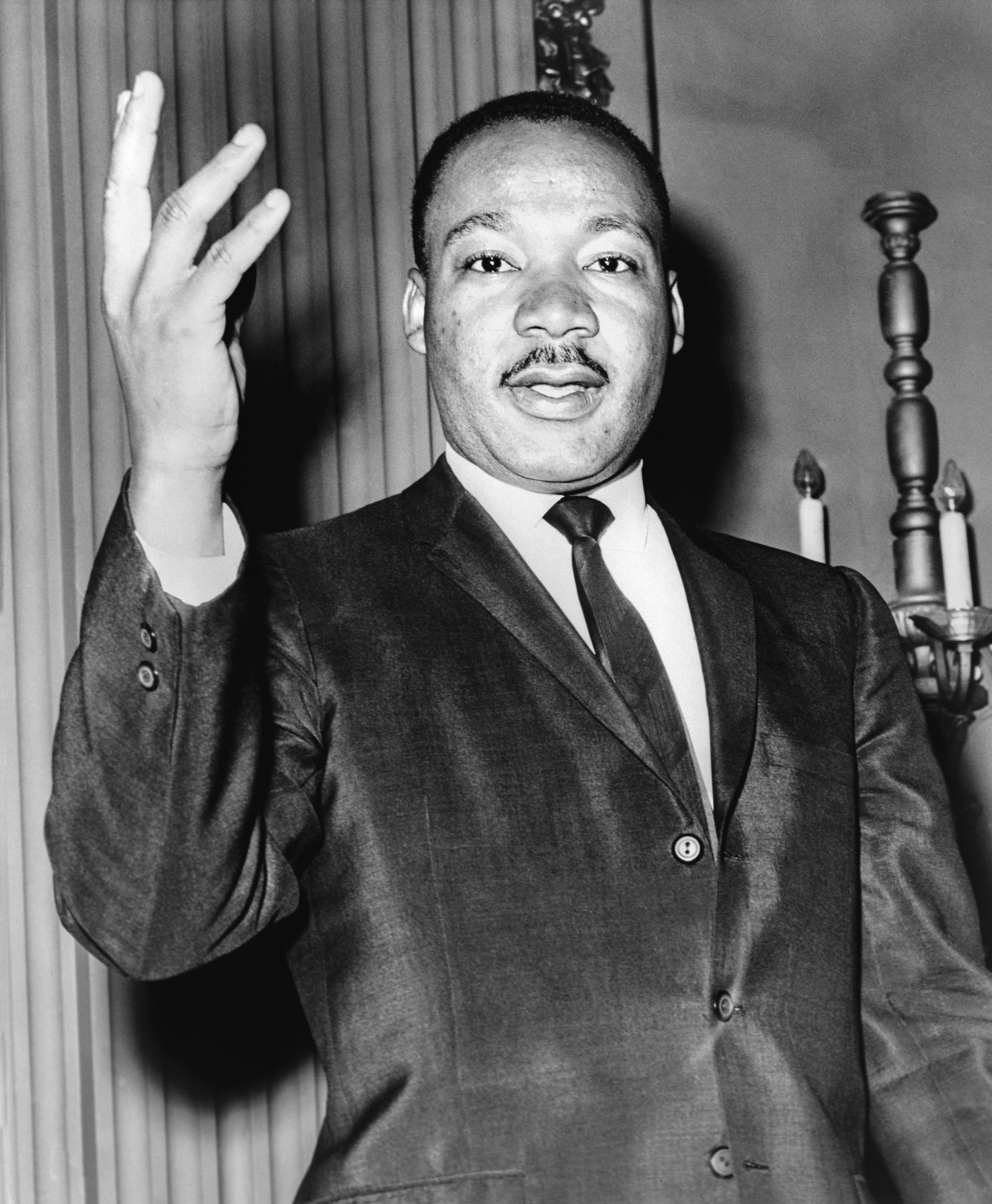
Martin Luther King befasste sich in seiner Dissertation 1955 mit den Gottesvorstellungen im Denken von Henry Nelson Wieman.

1927 übernahm Henry Nelson Wieman eine Professur für christliche Theologie an der Theologischen Fakultät (Divinity School) der University of Chicago, an der er 20 Jahre lang bis 1947 lehrte. Er wurde oft zusammen mit dem jesuitischen Paläontologen Pierre Teilhard de Chardin sowie dem Mathematiker und Philosophen Alfred North Whitehead als einer der drei großen Pioniere in der ersten Hälfte des 20. Jahrhunderts zitiert, die begannen, eine Interpretation der westlichen Religion zu begründen, die konstruktiv mit zeitgenössischen wissenschaftlichen Ansichten über die Natur der Dinge in Verbindung brachten. Alle drei schrieben in den zwanziger und dreißiger Jahren einige ihrer kreativsten Ideen. An der University of Chicago entwickelte er als Strömung zu der von Whitehead und dessen Assistenten Charles Hartshorne begründeten Prozesstheologie eine eher empiristisch orientierte, naturalistische Theologie, die er insbesondere in seinen Büchern The Source of Human Good (1946) und Man’s ultimate commitment (1958) darstellte. Wie der Theologe Douglas Clyde Macintosh versuchte auch Wieman, eine „empirische Theologie“ auf der Grundlage religiöser Erfahrungen aufzubauen, die als eine direkte Wahrnehmung Gottes verstanden wurden. Im Gegensatz zu Macintosh vertrat Wieman die Ansicht, dass eine solche Wahrnehmung sensorischer Natur sei.
Im Gegensatz zu Teilhard wurde Wiemans schöpferisches Schaffen nicht durch seine Religion unterdrückt. Aber trotz seines beträchtlichen Einflusses auf viele Unitarische Universalisten und andere liberale Geistliche wurde Wiemans philosophische Theologie, ebenso wie die von Whitehead, in der Mitte des Jahrhunderts von zwei unterschiedlichen Strömungen des religiösen Liberalismus des frühen 20. Jahrhunderts überwältigt. Die erste Strömung, die aus der Schwäche des protestantischen Liberalismus nach dem Ersten Weltkrieg hervorging, war der Aufstieg einer neuen Orthodoxie, die Gott von der objektiven Welt und die Religion von den Naturwissenschaften trennte.
Die andere Strömung des früheren religiösen Liberalismus bestand darin, Gott und sogar die Religion insgesamt aufzugeben. Zwei aktuelle Trends könnten jedoch ein gutes Zeichen für eine baldige Wiederbelebung von Wiemans bedeutenden Beiträgen sein. Erstens die jüngste und zunehmende Anerkennung spiritueller Bedürfnisse, die den Aufstieg aller Arten religiöser und parareligiöser Kulte sowie das wachsende Interesse an Teilhards posthumen Veröffentlichungen und die Wiederbelebung der Prozesstheologie Whiteheads erklärt. Der zweite Trend ist der weitere Fortschritt in unserem Verständnis und unserer Wertschätzung von Religion im Lichte der Wissenschaften. Diese können den religiösen Glauben an die Macht, die tatsächlich das Gute schafft, und eine neue Ebene menschlichen Engagements dafür neu entfachen.
Vielleicht wird Wiemans zusammenfassende Aussage auf der Schlussseite von The Source of Human Good bald als gültig anerkannt: „Es gibt eine schöpferische Kraft in der Geschichte, die in der Lage ist zu erobern und zu retten, aber es ist keine Macht des Menschen, auch wenn es durch den Menschen wirkt. In allen Zeiten, ob gut oder schlecht, muss der Mensch unter seiner Kontrolle leben, wenn die Geschichte fruchtbar sein soll.“ Vielleicht kann auch eine religiöse Institution, „die direkt auf die Quelle des menschlichen Wohlergehens und direkt auf die Pflicht des Menschen hinweist, seine Anforderungen zu erfüllen, mit der sicheren Zusage, dass das Gute wachsen wird, wenn diese Anforderungen erfüllt sind, den Marsch der Menschheit in dieser Zeit der Gefahr anführen.“

### Spätere Lehrtätigkeiten, Unitarier, Ehen und Nachkommen

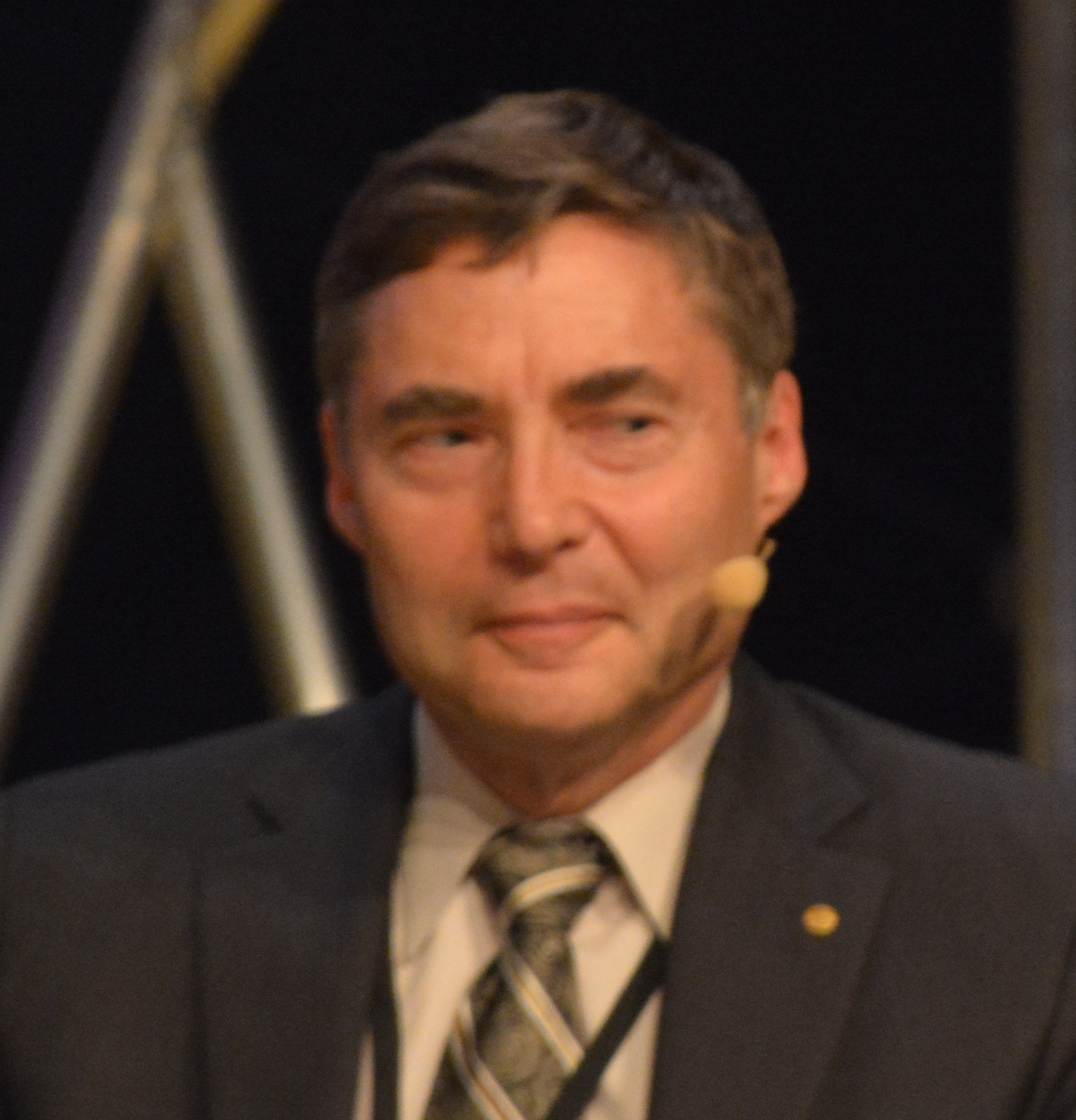
Einer von Wiemans Enkeln ist der Physiker und Nobelpreisträger Carl Edwin Wieman.

Nach Beendigung seiner Lehrtätigkeit an der University if Chicago war Wieman zwischen 1947 und 1951 Professor für Philosophie an der University of Oregon. Während dieser Zeit wurde er 1950 unitarischer Geistlicher. Danach war er zwischen 1951 und 1953 Professor für Philosophie an der University of Houston sowie daraufhin nacheinander für jeweils ein Jahr Professor an der University of California, Los Angeles, der Washington University in St. Louis sowie am Grinnell College in Grinnell. Zuletzt übernahm er 1956 eine Professur für Philosophie an der Southern Illinois University und lehrte dort bis zu seiner Emeritierung 1966. 
Henry Nelson Wieman war drei Mal verheiratet. Aus seiner ersten am 15. Januar 1912 geschlossenen Ehe mit Anna M. Orr, die 1931 an Krebs verstarb, gingen drei Töchter und zwei Söhne hervor. In zweiter Ehe heiratete er 1932 Regina Hanson Westcott, von der er 1947 geschieden wurde, gingen zwei weitere Söhne hervor. In dritter Ehe heiratete er schließlich 1948 Laura Wolcott Matlack. Diese Ehe blieb kinderlos.  Einer seiner Schwiegersöhne war der Religionswissenschaftler Huston Smith (1919–2016), während einer seiner Enkel der Physiker Carl Edwin Wieman (* 1951) ist, der 2001 mit dem Nobelpreis für Physik „für die Erzeugung der Bose-Einstein-Kondensation in verdünnten Gasen aus Alkaliatomen, und für frühe grundsätzliche Studien über die Eigenschaften der Kondensate“ ausgezeichnet wurde.

## Veröffentlichungen
- Religious experience and scientific method, Macmillan, 1926, Neuauflage Greenwood Press, 1971
- The wrestle of religion with truth, Macmillan, 1927
- American philosophies of religion, Mitautor Bernard Meland, Willett, Clark & Company, 1936
- The growth of religion, Mitautor Walter Marshall Horton, Willett, Clark, 1938
- The source of human good, University of Chicago Press, 1946
- Man’s ultimate commitment, University of North Texas, 1958, Neuauflage 1991
- Intellectual foundation of faith, Philosophical Library, 1961
- Religious inquiry; some explorations, Beacon Press, 1968
- Normative psychology of religion, Mitautorin Regina Westcott Wieman, Greenwood Press, 1971
- Seeking a faith for a new age. Essays on the interdependence of religion, science, and philosophy, Scarecrow Press, 1975
- The organization of interests, Herausgeber Cedric Lambeth Hepler, University Press of America, 1985

## Hintergrundliteratur
- Martin Luther King: A Comparison of the Conceptions of God in the Thinking of Paul Tillich and Henry Nelson Wieman, Dissertation (Ph.D.), Boston University, 1955
- Iver F. Yeager: Value and general education. A critical study of Wieman’s theory of value as applied to higher education, University of Chicago, 1957
- Charles Mark Rich: Henry Nelson Wieman’s functional theism as transcending event, University of Chicago, 1962
- Mary J. Minella: The eschatological dimension in Henry Nelson Wieman’s empirical theology of creativity, 1974
- William Sherman Minor: Creativity in Henry Nelson Wieman, Scarecrow Press, 1977
- Donald Szantho Harrington: Outstretched wings of the spirit. On being intelligently and devotedly religious. A Lenten manual based on the theology of Henry Nelson Wieman and Regina Westcott Wieman, Unitarian Universalist Association, 1980
- John A. Broyer, William Sherman Minor: Creative interchange, Southern Illinois University Press, 1982
- Creighton Peden, Larry E. Axel: Creative freedom, vocation of liberal religion, Pilgrim Press, 1982
- Harold Rosen: Religious education and our ultimate commitment. An application of Henry Nelson Wieman’s philosophy of creative interchange, Unitarian Universalist Association, 1985
- Creighton Peden, Charles Willig: Science serving faith, Scholars Press, 1987
- Marvin C. Shaw: Nature’s grace, P. Lang, 1995
- Creighton Peden, Kendra Wieman Smith, Huston Smith: The life and thought of Henry Nelson Wieman (1884–1975). An American philosopher, Edwin Mellen Press, 2010
- Charles Mark Rich: The naturalistic theism of Henry Nelson Wieman (1884–1975). The creator of an American process theology, Edwin Mellen Press, 2012